# Estación de Antwerpen-Centraal
La estación de Antwerpen-Centraal es una estación de tren belga situada en Amberes, en la provincia de Amberes, región Flamenca. 

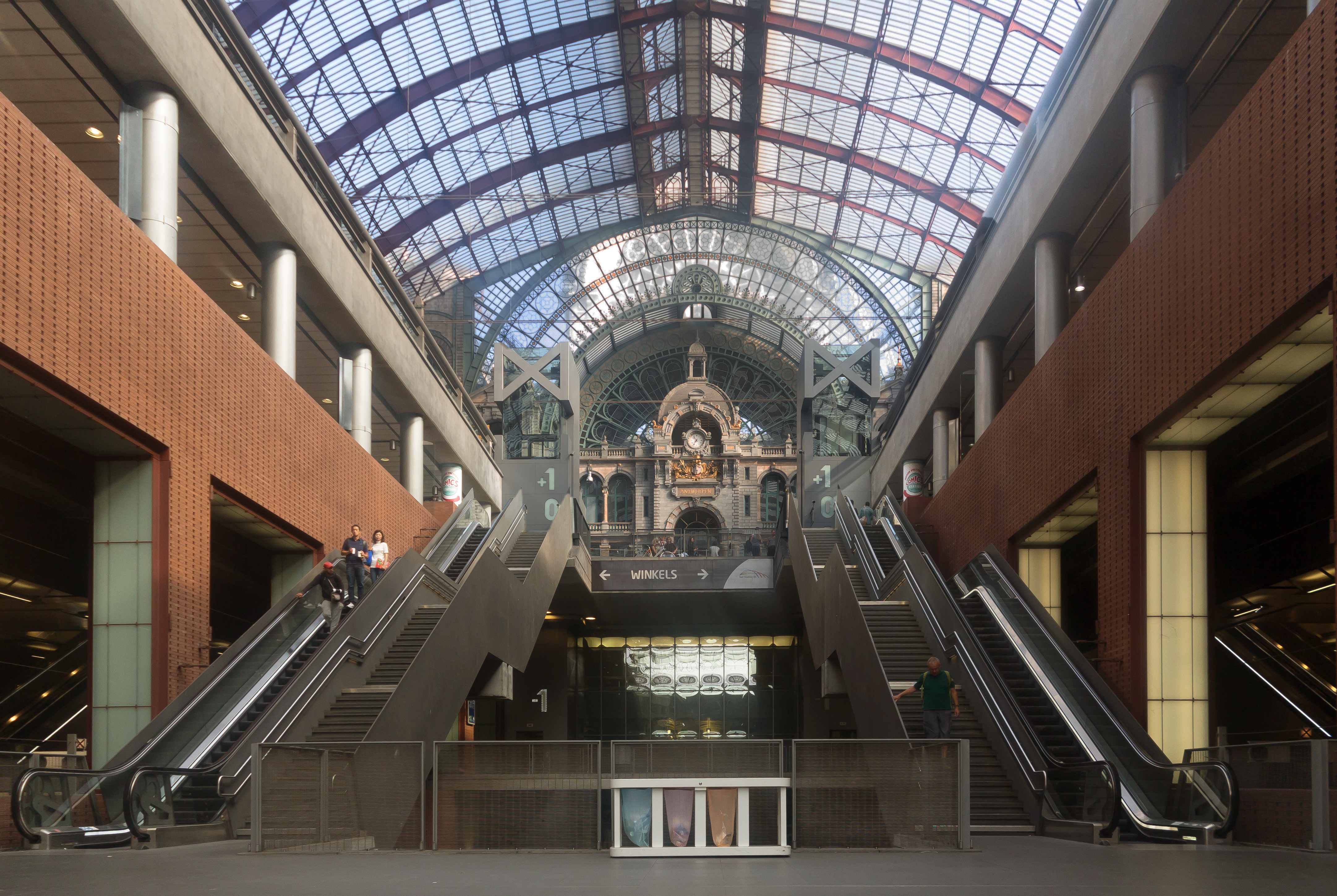
Estación de Antwerpen Centraal

Es la estación principal de la ciudad. 

## Historia y arquitectura
El edificio original de la estación fue construido entre 1895 y 1905 en reemplazo del anterior edificio que servía de estación terminal de la línea ferroviaria Bruselas-Malinas-Amberes y que había sido inaugurada el 3 de mayo de 1836.
El edificio revestido en piedra y que posee una amplia cúpula sobre la sala de espera fue diseñado por Luis Delacenserie y la estructura de hierro y vidrio (185 metros de longitud y 44 de altura) que cubre las vías por Clemente van Bogaert . El viaducto en la estación es también una estructura notable diseñada por el arquitecto Jan Van Asperen. 
La estación es considerada como el mejor ejemplo de arquitectura ferroviaria en Bélgica.
En febrero de 2009 la revista estadounidense Newsweek la consideró la cuarta estación ferroviaria más bella del mundo.

## Ampliación para la llegada de la alta velocidad
En 1998 comenzó una reestructuración a gran escala de la estación para transformarla de una estación tipo "fondo de saco" en una estación "pasante". Esta obra complementa la construcción de la línea de alta velocidad que comunicará Bruselas con los Países Bajos pasando por Amberes.
Un nuevo túnel fue excavado entre la estación de Berchem, al sur de la ciudad, y la estación de Amberes-Dam, en el norte, pasando justo por debajo de la estación de Central e incluye plataformas pasantes en dos niveles subterráneos.
Justamente estos andenes subterráneos recibirán a los trenes de alta velocidad que usarán la línea belga de alta velocidad número 4 y la línea de alta velocidad holandesa HSL Zuid. La organización anterior de la estación obligaba a los trenes que unían Bruselas y Ámsterdam a detenerse solo en la Estación de Berchem o a invertir el sentido de marcha en la estación Central.
El nuevo túnel y las plataformas subterráneas están en uso comercial desde el 25 de marzo de 2007.

## Organización de la estación
La estación tiene actualmente cuatro niveles y catorce vías organizadas de la siguiente manera:
- Nivel +1: Estación original con 6 vías en fondo de saco.
- Nivel 0: Venta de pasajes y zona comercial.
- Nivel -1: 4 vías en fondo de saco (situado a 7 m bajo el nivel de la calle).
- Nivel -2: 4 vías pasantes (situado a 18 m bajo el nivel de la calle).